# Tatort: Der Mann aus Zimmer 22
Der Mann aus Zimmer 22 ist ein Fernsehfilm aus der Fernseh-Kriminalreihe Tatort der ARD und des ORF. Der Film wurde vom WDR produziert und am 8. Dezember 1974 zum ersten Mal gesendet. Er ist die 46. Folge der Tatort-Reihe, die dritte mit Kommissar Haferkamp. Haferkamp hat es diesmal mit einem Frauenmörder und dem schwierigen Umgang mit einem Zeugen zu tun, der seinen Ehebruch geheim halten will.

## Handlung
Oberstudiendirektor Maurer kommt aus dem Hotel „Stella“ und will in sein Auto steigen. Dort sitzt überraschend seine Frau Anna. Sie hat ihm nachgestellt, da sie schon lange ahnt, dass er eine Geliebte hat. Sie weiß auch, dass seine Geliebte Ursula Danz ist, die Ehefrau eines Kollegen Maurers. Anna Maurer nimmt den Ehebruch ihres Mannes überraschend gelassen hin. Maurer gesteht seiner Frau, dass im Hotelzimmer nebenan eine tote Frau lag und dass er einen Mann aus dem Zimmer fliehen sehen habe. Die Polizei habe er in seiner Situation nicht informiert. Da er zu durcheinander ist, fährt seine Frau den Wagen nach Hause.
Unterdessen ist Haferkamp am Tatort eingetroffen. Die junge Frau ist bereits seit sieben oder acht Stunden tot. Sie ist erwürgt worden, es handelt sich um eine Handelsreisende aus Hamburg. Am nächsten Morgen ist die Überprüfung der Hotelgäste abgeschlossen, Ursula Danz hat angeblich allein in Zimmer 22 übernachtet. Der Portier hat beobachtet, wie der Zimmerkellner sich mit der späteren Toten unterhalten hat. Da der Zimmerkellner nach seiner Schicht nicht nach Hause gegangen ist, lässt Haferkamp die Fahndung nach ihm einleiten.
Währenddessen versucht Anna Maurer, die eheliche Harmonie wiederherzustellen. Maurer zeigt sich seiner Frau allerdings abweisend und gibt ihr die Schuld daran, dass er fremdgegangen ist. Als er im Fernsehen den Fahndungsaufruf für den Zimmerkellner Elmar Holz sieht, ist Maurer schockiert, da er doch einen älteren Mann hat fliehen sehen. Er will die Polizei anrufen, doch seine Frau hindert ihn daran, da sie offensichtlich befürchtet, dass entweder ihr Mann dann selbst unter Verdacht geraten oder seine Affäre publik werden könnte.
Während Haferkamp und seine Assistenten über das Täterprofil fachsimpeln, ruft Kommissar Böck aus Bremen an. Er informiert Haferkamp darüber, dass Elmar Holz in Bremen von einer Funkstreife verhaftet wurde, als er die Uhr von Frau Wollnitz in einem einschlägigen Lokal verkaufen wollte. Holz wird noch am Abend vernommen. In der Hotelküche habe er nach Feierabend noch Alkohol getrunken und sei anschließend noch in mehrere andere Kneipen gegangen. Am Morgen wollte er nochmal mit Ruth Wollnitz reden, da sie sich von ihm belästigt gefühlt habe und sich daher über ihn beschweren wollte. Er wollte ihr bei der Gelegenheit auch die gestohlene Uhr zurückgeben, um seine Arbeit nicht zu verlieren. Als er hörte, dass Frau Wollnitz umgebracht worden war, sei er nach Bremen geflüchtet, da auch seine Fingerabdrücke im Zimmer zu finden waren. Obwohl Holz Schwierigkeiten hat, seine Unschuld an dem Mord zu erklären, glaubt Haferkamp ihm. Trotzdem bleibt er vorerst in Haft.
Unterdessen liest Ursula Danz von dem Mord. In einem Telefonat erklärt Maurer seiner Geliebten, dass er Holz als Mörder erkannt habe, was im Widerspruch zu der Erklärung seiner Frau gegenüber steht. Kurz darauf hört Ursula Danz im Radio, dass eine weitere Frau in einem anderen Essener Hotel ermordet wurde, nur 24 Stunden nach der ersten Tat.
Haferkamp besucht seine Ex-Frau Ingrid auf eine Tasse Kaffee. Als sie bemerkt, sie schlafe jede Nacht wie ein Murmeltier, habe aber morgens nach dem Aufwachen das Gefühl, die ganze Nacht kein Auge zugetan zu haben, kommt Haferkamp ein Geistesblitz und er bricht sehr überhastet auf. Er lässt sich von Assistent Kreutzer das Protokoll der Aussage von Ursula Danz vorlegen, die einerseits ausgesagt hatte, sie habe in der Mordnacht geschlafen wie ein Murmeltier, im Vorbeigehen hat Haferkamp jedoch gehört, wie sie sagte, sie habe die ganze Nacht kein Auge zugetan. Er will Ursula Danz überprüfen.
Haferkamp fährt zu Ursula Danz, von der er erfährt, dass sie ohne Wissen ihres Mannes und ihrer Mutter, die in Essen wohnt und die sie angeblich besucht hat, im Hotel übernachtet hat. Sie gibt an, sie wollte einfach mal einen Abend alleine sein, was Haferkamp nicht glaubt. Da er vermutet, dass sie sich mit einem Liebhaber getroffen hat, sucht er Maurer in dessen Schule auf, weil Frau Danz mit einem dortigen Lehrer verheiratet ist. Er teilt Maurer seinen Verdacht mit, dass Frau Danz ihren Mann betrügt und befragt ihn nach der Ehe seines Kollegen. Maurer blockt ab und gibt an, die Ehe seines Kollegen mache auf ihn einen sehr guten Eindruck.
Später fährt Maurer mit Ursula Danz nach Hause und beide tauschen sich im Auto über ihre Gespräche mit Haferkamp aus. Sie will mit Haferkamp reden, doch er redet ihr dies aus. Er besteht darauf, dass die Polizei mit dem Zimmerkellner den richtigen Mörder hat. Frau Danz weiß jedoch, dass Maurer lügt und sagt ihm das auf den Kopf zu. Maurer geht daraufhin am Abend in eine Telefonzelle und meldet sich anonym bei der Polizei und gibt eine Täterbeschreibung ab. Kreutzer tut den Anruf als Freundschaftsdienst eines Freundes von Holz ab, Haferkamp hingegen nimmt den Hinweis ernst, weil er den Tag über bei Frau Danz und in der Schule ermittelt hat. Haferkamp und Kreutzer suchen die Maurers auf, die gerade eine Auseinandersetzung haben. Haferkamp fragt nach dem anonymen Anrufer, er hat Danz im Verdacht. Maurer sagt, dass er Danz nichts über das Gespräch gesagt habe. Maurer und seine Frau verwickeln sich in Widersprüche, bevor sich Haferkamp und Kreutzer verabschieden.
Haferkamp und Kreutzer haben einen Plan, eine Polizeidurchsage zu fingieren. Haferkamp sucht deswegen das Ehepaar Danz auf. Unter einem Vorwand fährt er mit Frau Danz zum Revier. Unterwegs behauptet Frau Danz, den Mörder gesehen zu haben. Haferkamp erzählt ihr vom anonymen Anrufer und sagt ihr auf den Kopf zu, dass nicht sie, sondern ihr Liebhaber den Mörder gesehen hat. Da sie weiterhin den Namen ihres Liebhabers nicht bekanntgeben will, will Haferkamp sie mit aufs Revier nehmen. In diesem Moment kommt die von Haferkamp und Kreutzer fingierte Polizeifunkdurchsage. Haferkamps Plan geht auf und Ursula Danz gibt endlich zu, dass Walter Maurer mit ihr im Hotelzimmer gewesen ist und den Mörder gesehen hat. Als Haferkamp bei den Maurers eintrifft, willigt Walter Maurer sofort ein, mit Haferkamp nach Essen aufs Präsidium zu fahren. Dort identifiziert er den Mörder auf einem Polizeifoto. Es handelt sich um Holger Sawerts, einen polizeibekannten Psychopathen.
Auch die Kellnerin Helga erkennt Sawerts durch die Fernsehfahndung während der Arbeit in ihrem Lokal wieder, da sie ihn am Mittag dort gesehen hat. Helga geht zur Polizei und erzählt Haferkamp von ihren Beobachtungen. Anschließend fährt sie mit dem Bus zurück nach Hause. Sie ahnt nicht, dass sich Sawerts, der ihr nachmittags vom Lokal aus gefolgt ist und sich unbemerkt in ihre Wohnung schleichen konnte, nun dort aufhält. Kreutzer denkt unterdessen über ihre Aussage nach. Ihm wird klar, dass Sawerts mitbekommen haben könnte, dass Helga heute Nacht alleine in der Wohnung ist, da sie mit einem Bekannten im Lokal über ihren Freund geredet hat, der auf Montage ist. Haferkamp und Kreutzer eilen daraufhin zu ihrer Wohnung. Helga erblickt Sawerts bereits im Treppenhaus, im selben Moment treffen auch Haferkamp und Kreutzer ein und können ihn verhaften.
Am Ende trinken Haferkamp und Maurer, der erleichtert ist, aus dem Netz aus Lügen befreit zu sein, auf das glückliche Ende des Falls.

## Einschaltquote
Die Folge erreichte bei ihrer Erstausstrahlung einen Marktanteil von 72,00 %.

## Kritik
TV Spielfilm gab den Daumen nach oben und bemerkte: „Ein 1970er-Straßenfeger: lakonisch gut.“